# Orophia mendosella
Orophia mendosella is een vlinder uit de familie grasmineermotten (Elachistidae). De wetenschappelijke naam is voor het eerst geldig gepubliceerd in 1868 door Zeller.
De soort komt voor in Europa.